# 西南英格蘭
西南英格蘭（英語：South West England）是英國英格蘭下轄的9個次級行政區之一，也是英國國內最為風景優美且歷史悠久的地區之一。西南區境內包含達特穆爾國立公園（Dartmoor）和埃克斯穆爾國立公園（Exmoor National Park）兩座國立公園，其佔地共1621平方公里（佔全西南區面積的8.3％）。此外，其1/15的土地被英格蘭鄉村委員會（The Countryside Commission）劃定為傑出自然風景區（Area of Outstanding Natural Beauty）。風景秀麗的西南區海岸線更是英格蘭著名的風景勝地，尤其是位於多實郡和德雲郡東岸的侏羅紀海岸（Jurassic Coast）更於2001年9月被聯合國教科文組織列為世界遺產（World Heritage Site）之一。

## 地理
- 面積: 23,836 km2（9,203 mi2）

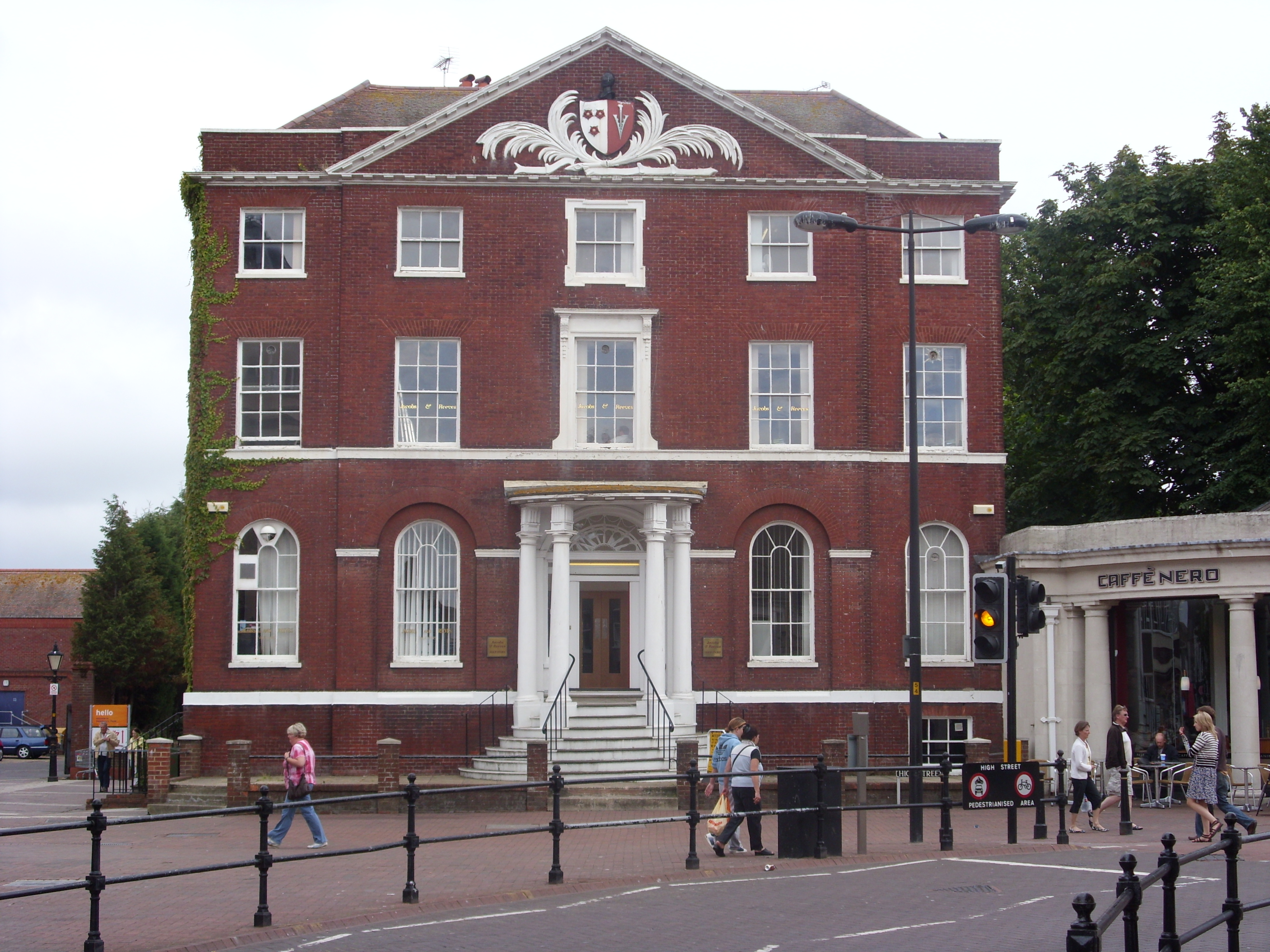
普爾

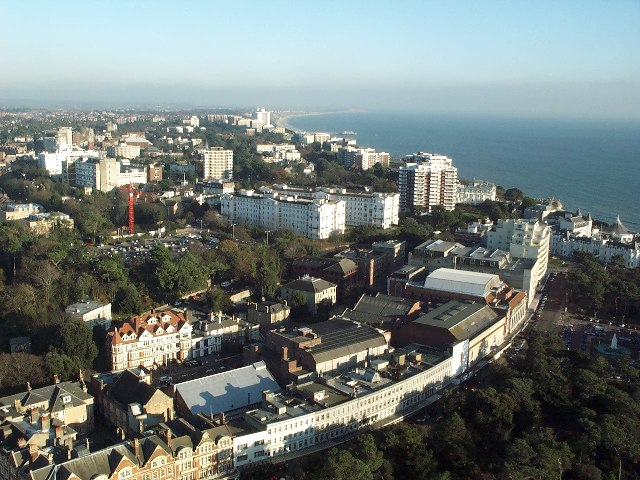
伯恩茅斯

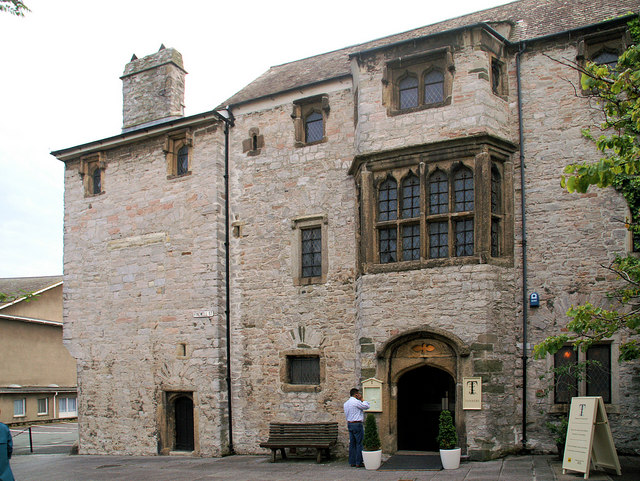
普利茅斯

- 人口: 5,264,696

### 行政區

#### 名譽郡（Ceremonial County）
- 告士打郡（Gloucestershire）
- 渭州郡（Wiltshire）
- 森麻實郡（Somerset）
- 多實郡（Dorset）
- 德雲郡（Devon）
- 康和郡（Cornwall）
- 雅芳郡（Avon）

(註 / Note: 雅芳郡（Avon）在 1995 年廢除，並被分為：巴斯和東北森麻實（Bath and North East Somerset）、布里斯托（Bristol）北森麻實（North Somerset）以及南吿士打（South Gloucestershire）四個新的單一管理區。

#### 單一管理區（Unitary District）
- 南吿士打（South Gloucestershire）、原屬雅芳郡（Avon）
- 布里斯托（Bristol）、原屬雅芳郡（Avon）
- 史雲頓（Swindon）、原屬渭州郡（Wiltshire）
- 巴斯和東北森麻實（Bath and North East Somerset）、原屬森麻實郡（Somerset）
- 北森麻實（North Somerset）、原屬森麻實郡（Somerset）
- 般尼茅夫（Bournemouth）、原屬多實郡（Dorset）
- 普爾 (Poole)、原屬多實郡（Dorset）
- 基督城（Christchurch）、原屬多實郡（Dorset）
- 普利茅夫（Plymouth）、原屬德雲郡（Devon）
- 托貝（Torbay）、原屬德雲郡（Devon）

注：“*”为1974年的区划

### 主要城市
- 車特咸（Cheltenham）
- 吿士打（Gloucester）
- 布里斯托（Bristol）
- 史雲頓（Swindon）
- 般尼茅夫（Bournemouth）
- 普利茅夫（Plymouth）
- 特魯羅（Truro）

## 人口统计
根據2001年的人口普查，西南英格兰人口为4,928,434。和1981年的4,381,400人相比，增长了12.5%，是英格兰人口增长最快的大区。
人口組成中97%以上为白人。宗教信仰則以为基督徒為主，佔地區人口74%以上。

### 政治
在2010年的英国大选，西南英格蘭所佔的55席下議院席次中，保守黨囊括了36席，自由民主黨拿下15席，工黨則為4席，是個保守黨佔有多數優勢的地區。

## 经济和工业
布里斯托经济占有全区的25%。全区最重要的工业都集中在M4走廊（有「英国的硅谷」之稱）。布里斯托的经济曾经依赖于海洋贸易（包括历史上的奴隶贸易），现在航空工业以及军事工业则扮演重要角色。布里斯托有空客英国，Rolls-Royce, BAE系统等公司。旅游业在西南大区也很重要。
西南大区的西部和东部经济发展程度不同。布里斯托是伦敦之后英国最富的城市，但是西南区东部Cornwall则是西欧最不富裕的城市之一。

## 文化
J·K·羅琳作品《偶发空缺》背景即在西南区一个叫Pagford的小镇。书中有很多关于西南区种族问题，政治取向，阶级分化的探讨。
國立大學（National University）
- 巴斯大學（University of Bath）
- 布里斯托大學（University of Bristol）
- 雅息特大學（University of Exeter）